# The Shadowthrone
The Shadowthrone es el segundo álbum de estudio de la banda noruega de black metal, Satyricon.

## Lista de canciones
1. "Hvite Krists Død" (White Christ's Death) – 8:27
2. "In the Mist by the Hills" – 8:01
3. "Woods to Eternity" – 6:13
4. "Vikingland" (Land of Vikings) – 5:14
5. "Dominions of Satyricon" – 9:25
6. "The King of the Shadowthrone" – 6:14
7. "I En Svart Kiste" (In a Black Coffin) – 5:24

Toda la música y las letras por Satyr

## Créditos
- Satyr - Voz, guitarra, sintetizador "I En Svart Kiste"
- Samoth - Bajo, guitarra
- Frost - Batería
- S.S. - Sintetizador y piano